# Producător executiv
În cinematografie, producătorul executiv este o persoană fizică angajată de producător, care, în limita bugetului acordat de acesta, coordonează și răspunde de realizarea efectivă a filmului în parametrii artistici, financiari și organizatorici stabiliți.
În televiziune, un producător executiv supraveghează de obicei conținutul creativ și aspectele financiare ale unei producții. Unii scriitori, precum Stephen J. Cannell, Tina Fey și Ryan Murphy, au fost și creatori și ca producători ai aceleiași emisiuni TV.
Un producător executiv al unei emisiuni radio ajută la creația,  dezvoltarea și implementarea unor strategii privind îmbunătățirea produselor și a ratingurilor.